# آمبر
آمبر (به فرانسوی: Ambres) یک کمون در فرانسه است که در تارن واقع شده‌است. رودخانه دادو در این کمونی به رودخانه آگو می‌پیوندد.

## خصوصیات
امبرس ۱۹٫۱۱ کیلومترمربع مساحت و ۸۴۷ نفر جمعیت دارد و ۲۰۱ متر بالاتر از سطح دریا واقع شده‌است.